# Босага (Босагинский сельский округ)
Босага  (каз. Босаға) — село в Шетском районе Карагандинской области Казахстана. Административный центр и единственный населённый пункт Босагинского сельского округа. Находится примерно в 110 км к юго-западу от села Аксу-Аюлы, административного центра района, на высоте 819 метров над уровнем моря. Код КАТО — 356443100.

## Население
В 1999 году численность населения села составляла 1233 человек (638 мужчин и 595 женщин). По данным переписи 2009 года, в селе проживало 975 человек (523 мужчины и 452 женщины).